# スプリングハンマー
スプリングハンマーとは、鍛造、鍛冶に用いる電動で動くハンマー（鍛造機）である。鍛接の完了した鋼材の大延ばしに使用することが多い。
打撃のパワーが強く、片手槌（入れ槌）と言う金槌で製造するのと比べ時間が短縮できる。また、槌目が均一であることから、製品の品質を均一に保った状態で作業が可能である。

## 構造
スプリングハンマーはモーターによる動力で駆動する機械ハンマーである。モーターの動力をVベルトによりクランクホイ－ルへ伝え、その回転運動でハンマーヘッドの弓を上下させる。構造としてはピストンエンジンのクランクの動きとほぼ同じ動きをしていて、エンジンで言うピストンがハンマーになったような機械である。しかし強力なパワーのために専用の大きな金敷が必要で、300kgほど（仕様により異なる）の大金敷の上に小さい金敷を付けて使用する。先端の金敷とハンマーヘッドの槌鉄は消耗品で交換することが出来るようになっている。